# Jimmy McGrory
James Edward McGrory, detto Jimmy (Glasgow, 26 aprile 1904 – Glasgow, 20 ottobre 1982), è stato un calciatore e allenatore di calcio scozzese.
È unanimemente ricordato come uno dei più grandi calciatori della storia del Celtic, del quale è il miglior marcatore di tutti i tempi. Soprannominato Mermaid (sirena) per la sua abilità di testa, nonostante i soli 168 cm d'altezza, nella sua carriera ha segnato 544 reti in 541 incontri ufficiali (media di 1,01 gol a partita). Questo lo porta ad essere il marcatore più prolifico della storia del calcio britannico.

## Biografia
Jimmy McGrory nacque nel 1904 a Millburn Street, nel distretto di Garngad, Glasgow. Fu figlio di Henry McGrory e Catherine Coll, cattolici di origine irlandese. La famiglia visse nella parte orientale della città, abitata prevalentemente da immigrati irlandesi, dove il padre lavorava come bracciante in una fabbrica per la produzione di gas.

## Carriera
Quando McGrory aveva 16 anni cominciò a giocare per i St.Roch's Juniors per 2 sterline a settimana. L'anno successivo, il 1922, fatto il double giovanile, passò dal St.Roch's al Celtic, prima di andare in prestito nella stagione 1923-1924 al Clydebank. Durante quella stagione fu restituito, dopo aver segnato la rete decisiva nello scontro diretto a Celtic Park, facendo perdere la squadra domestica. Da allora rimase con i biancoverdi fino alla fine della carriera nel 1937.
Fu il capocannoniere del campionato scozzese nel 1926-1927, 1927-1928 e 1935-1936.
Durante il corso della sua carriera nei club collezionò, in tutte le partite ufficiali, 534 presenze e marcò 538 reti (di cui 522 con la maglia del Celtic – record del club ancora imbattuto), compresi 408 gol in 408 partite di campionato (di cui 395 in 378 per il Celtic), che lo rendono il realizzatore più prolifico della storia del calcio britannico e del campionato scozzese rispettivamente.

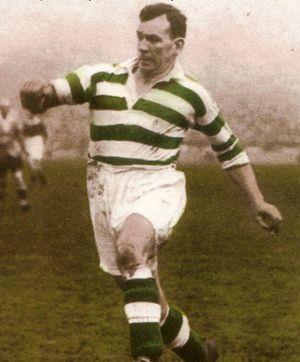
McGrory Al Celtic

Nonostante il successo di McGrory, dopo il 1926 il Celtic dovette aspettare un decennio prima di tornare a vincere il campionato. In questo periodo persero la loro posizione di squadra dominante del torneo a favore degli acerrimi rivali concittadini dei Rangers.
Vestì la maglia della nazionale scozzese soltanto in sette occasioni, realizzando 6 gol.
Dopo aver lasciato il Celtic approdò al Kilmarnock come allenatore, prima di ritornare al Celtic con lo stesso ruolo nel 1945. Ricoprì questa carica per quasi 20 anni, prima che Jock Stein gli succedesse nel 1965.
È ricordato dai tifosi del Celtic da giocatore in canzoni come Willie Maley Song e da allenatore in Hampden in the sun, dopo che la sua squadra inflisse ai rivali dei Rangers la più pesante sconfitta nella storia dell'Old Firm.
McGrory è stato il primo giocatore a segnare almeno 50 reti per due stagioni consecutive in Europa ed è tuttora uno dei cinque ad esserci riuscito, assieme a Josef Bican, Gerd Müller, Lionel Messi e Cristiano Ronaldo.

## Statistiche

### Presenze e reti nei club
| Stagione        | Squadra         | Campionato      | Campionato | Campionato | Coppe nazionali | Coppe nazionali | Coppe nazionali | Altre coppe | Altre coppe | Altre coppe | Totale | Totale |
| Stagione        | Squadra         | Comp            | Pres       | Reti       | Comp            | Pres            | Reti            | Comp        | Pres        | Reti        | Pres   | Reti   |
| --------------- | --------------- | --------------- | ---------- | ---------- | --------------- | --------------- | --------------- | ----------- | ----------- | ----------- | ------ | ------ |
| 1922-1923       | Celtic          | SFL             | 3          | 1          | SC+GC           | 1+0             | 0               | GCC         | 0           | 0           | 4      | 1      |
| 1923-1924       | Clydebank       | SFL             | 30         | 13         | SC              | 3               | 3               | -           | -           | -           | 33     | 16     |
| 1924            | Celtic          | SFL             | -          | -          | SC+GC           | -               | -               | GCC         | 2           | 1           | 2      | 1      |
| 1924-1925       | Celtic          | SFL             | 25         | 17         | SC+GC           | 8+2             | 11+2            | GCC         | 1           | 0           | 36     | 30     |
| 1925-1926       | Celtic          | SFL             | 37         | 35         | SC+GC           | 6+6             | 6+6             | GCC         | 3           | 2           | 52     | 49     |
| 1926-1927       | Celtic          | SFL             | 33         | 48         | SC+GC           | 6+2             | 9+2             | GCC         | 0           | 0           | 41     | 59     |
| 1927-1928       | Celtic          | SFL             | 36         | 47         | SC+GC           | 6+3             | 6+9             | GCC         | 1           | 0           | 46     | 62     |
| 1928-1929       | Celtic          | SFL             | 21         | 21         | SC+GC           | 6+4             | 10+3            | GCC         | 3           | 8           | 34     | 42     |
| 1929-1930       | Celtic          | SFL             | 26         | 32         | SC+GC           | 3+5             | 4+4             | GCC         | 1           | 1           | 35     | 41     |
| 1930-1931       | Celtic          | SFL             | 29         | 36         | SC+GC           | 6+2             | 8+1             | GCC         | 1           | 2           | 38     | 47     |
| 1931-1932       | Celtic          | SFL             | 22         | 28         | SC+GC           | 1+3             | 0+2             | GCC         | 2           | 0           | 28     | 30     |
| 1932-1933       | Celtic          | SFL             | 25         | 22         | SC+GC           | 8+3             | 8+2             | GCC         | 2           | 3           | 38     | 35     |
| 1933-1934       | Celtic          | SFL             | 27         | 17         | SC+GC           | 3+1             | 1+1             | GCC         | 0           | 0           | 31     | 19     |
| 1934-1935       | Celtic          | SFL             | 27         | 18         | SC+GC           | 4+1             | 2+0             | GCC         | 1           | 1           | 33     | 21     |
| 1935-1936       | Celtic          | SFL             | 32         | 50         | SC+GC           | 1+2             | 0               | GCC         | 2           | 1           | 37     | 51     |
| 1936-1937       | Celtic          | SFL             | 25         | 18         | SC+GC           | 8+0             | 9               | GCC         | 0           | 0           | 35     | 28     |
| 1937-1938       | Celtic          | SFL             | 10         | 5          | SC+GC           | 0+1             | 1               | GCC         | 0           | 0           | 11     | 6      |
| Totale Celtic   | Totale Celtic   | Totale Celtic   | 378        | 395        |                 | 102             | 107             |             | 21          | 20          | 501    | 522    |
| Totale carriera | Totale carriera | Totale carriera | 408        | 408        |                 | 105             | 110             |             | 21          | 20          | 534    | 538    |

### Allenatore
In grassetto le competizioni vinte.
| Stagione          | Squadra           | Campionato        | Campionato | Campionato | Campionato | Campionato | Coppe nazionali | Coppe nazionali | Coppe nazionali | Coppe nazionali | Coppe nazionali | Coppe continentali | Coppe continentali | Coppe continentali | Coppe continentali | Coppe continentali | Altre coppe | Altre coppe | Altre coppe | Altre coppe | Altre coppe | Totale | Totale | Totale | Totale | Vittorie % | Piazzamento |
| Stagione          | Squadra           | Comp              | G          | V          | N          | P          | Comp            | G               | V               | N               | P               | Comp               | G                  | V                  | N                  | P                  | Comp        | G           | V           | N           | P           | G      | V      | N      | P      | %          | Piazzamento |
| ----------------- | ----------------- | ----------------- | ---------- | ---------- | ---------- | ---------- | --------------- | --------------- | --------------- | --------------- | --------------- | ------------------ | ------------------ | ------------------ | ------------------ | ------------------ | ----------- | ----------- | ----------- | ----------- | ----------- | ------ | ------ | ------ | ------ | ---------- | ----------- |
| dic. 1937-1938    | Kilmarnock        | SDO               | 18         | 8          | 4          | 6          | SC              | 7               | 4               | 2               | 1               | -                  | -                  | -                  | -                  | -                  | -           | -           | -           | -           | -           | 25     | 12     | 6      | 7      | 48,00      | 18º         |
| 1938-1939         | Kilmarnock        | SDO               | 38         | 15         | 9          | 14         | SC              | 2               | 1               | 0               | 1               | -                  | -                  | -                  | -                  | -                  | -           | -           | -           | -           | -           | 40     | 16     | 9      | 15     | 40,00      | 10º         |
| 1939-1940         | Kilmarnock        | SDO               | 5          | 2          | 1          | 2          | -               | -               | -               | -               | -               | -                  | -                  | -                  | -                  | -                  | -           | -           | -           | -           | -           | 5      | 2      | 1      | 2      | 40,00      | Interrotto  |
| Totale Kilmarnock | Totale Kilmarnock | Totale Kilmarnock | 61         | 25         | 14         | 22         |                 | 9               | 5               | 2               | 2               |                    | -                  | -                  | -                  | -                  |             | -           | -           | -           | -           | 70     | 30     | 16     | 24     | 42,86      |             |
| 1946-1947         | Celtic            | SDA               | 30         | 13         | 6          | 11         | SC              | 1               | 0               | 0               | 1               | -                  | -                  | -                  | -                  | -                  | SLC         | 6           | 2           | 3           | 1           | 37     | 15     | 9      | 13     | 40,54      | 7º          |
| 1947-1948         | Celtic            | SDA               | 30         | 10         | 5          | 15         | SC              | 4               | 3               | 1               | 0               | -                  | -                  | -                  | -                  | -                  | SLC         | 6           | 2           | 1           | 3           | 40     | 15     | 7      | 18     | 37,50      | 12º         |
| 1948-1949         | Celtic            | SDA               | 30         | 12         | 7          | 11         | SC              | 1               | 0               | 0               | 1               | -                  | -                  | -                  | -                  | -                  | SLC         | 6           | 3           | 0           | 3           | 40     | 16     | 6      | 18     | 40,00      | 6º          |
| 1949-1950         | Celtic            | SDA               | 30         | 14         | 7          | 9          | SC              | 4               | 2               | 1               | 1               | -                  | -                  | -                  | -                  | -                  | SLC         | 6           | 3           | 0           | 3           | 40     | 19     | 8      | 13     | 47,50      | 5º          |
| 1950-1951         | Celtic            | SDA               | 30         | 12         | 5          | 13         | SC              | 7               | 6               | 1               | 0               | -                  | -                  | -                  | -                  | -                  | SLC         | 8           | 5           | 2           | 1           | 45     | 23     | 8      | 14     | 51,11      | 10º         |
| 1951-1952         | Celtic            | SDA               | 30         | 10         | 8          | 12         | SC              | 2               | 0               | 1               | 1               | -                  | -                  | -                  | -                  | -                  | SLC         | 9           | 4           | 3           | 2           | 41     | 14     | 12     | 15     | 34,15      | 9º          |
| 1952-1953         | Celtic            | SDA               | 30         | 11         | 7          | 12         | SC              | 5               | 3               | 1               | 1               | -                  | -                  | -                  | -                  | -                  | SLC         | 6           | 4           | 0           | 2           | 41     | 18     | 8      | 15     | 43,90      | 8º          |
| 1953-1954         | Celtic            | SDA               | 30         | 20         | 3          | 7          | SC              | 6               | 5               | 1               | 0               | -                  | -                  | -                  | -                  | -                  | SLC         | 6           | 1           | 1           | 4           | 42     | 26     | 5      | 11     | 61,90      | 1º          |
| 1954-1955         | Celtic            | SDA               | 30         | 19         | 8          | 3          | SC              | 8               | 4               | 3               | 1               | -                  | -                  | -                  | -                  | -                  | SLC         | 6           | 1           | 1           | 4           | 44     | 24     | 12     | 8      | 54,55      | 2º          |
| 1955-1956         | Celtic            | SDO               | 34         | 16         | 9          | 9          | SC              | 5               | 4               | 0               | 1               | -                  | -                  | -                  | -                  | -                  | SLC         | 6           | 4           | 1           | 1           | 45     | 24     | 10     | 11     | 53,33      | 5º          |
| 1956-1957         | Celtic            | SDO               | 34         | 15         | 8          | 11         | SC              | 6               | 3               | 2               | 1               | -                  | -                  | -                  | -                  | -                  | SLC         | 11          | 8           | 2           | 1           | 51     | 26     | 12     | 13     | 50,98      | 5º          |
| 1957-1958         | Celtic            | SDO               | 34         | 19         | 8          | 7          | SC              | 3               | 2               | 0               | 1               | -                  | -                  | -                  | -                  | -                  | SLC         | 10          | 9           | 0           | 1           | 47     | 30     | 8      | 9      | 63,83      | 3º          |
| 1958-1959         | Celtic            | SDO               | 34         | 14         | 8          | 12         | SC              | 6               | 4               | 1               | 1               | -                  | -                  | -                  | -                  | -                  | SLC         | 9           | 6           | 1           | 2           | 49     | 24     | 10     | 15     | 48,98      | 6º          |
| 1959-1960         | Celtic            | SDO               | 34         | 12         | 9          | 13         | SC              | 7               | 3               | 3               | 1               | -                  | -                  | -                  | -                  | -                  | SLC         | 6           | 2           | 1           | 3           | 47     | 17     | 13     | 17     | 36,17      | 9º          |
| 1960-1961         | Celtic            | SDO               | 34         | 15         | 9          | 10         | SC              | 8               | 5               | 2               | 1               | -                  | -                  | -                  | -                  | -                  | SLC         | 6           | 3           | 1           | 2           | 48     | 23     | 12     | 13     | 47,92      | 4º          |
| 1961-1962         | Celtic            | SDO               | 34         | 19         | 8          | 7          | SC              | 6               | 4               | 1               | 1               | -                  | -                  | -                  | -                  | -                  | SLC         | 6           | 3           | 1           | 2           | 46     | 26     | 10     | 10     | 56,52      | 3º          |
| 1962-1963         | Celtic            | SDO               | 34         | 19         | 6          | 9          | SC              | 8               | 6               | 1               | 1               | CdF                | 2                  | 0                  | 1                  | 1                  | SLC         | 6           | 3           | 1           | 2           | 50     | 28     | 9      | 13     | 56,00      | 4º          |
| 1963-1964         | Celtic            | SDO               | 34         | 19         | 9          | 6          | SC              | 4               | 3               | 0               | 1               | CdC                | 8                  | 6                  | 0                  | 2                  | SLC         | 6           | 2           | 2           | 2           | 52     | 30     | 11     | 11     | 57,69      | 3º          |
| 1964-mar. 1965    | Celtic            | SDO               | 25         | 13         | 4          | 8          | SC              | 4               | 3               | 1               | 0               | CdF                | 4                  | 1                  | 2                  | 1                  | SLC         | 10          | 6           | 1           | 3           | 43     | 23     | 8      | 12     | 53,49      | Dimesso     |
| Totale Celtic     | Totale Celtic     | Totale Celtic     | 601        | 282        | 143        | 176        |                 | 95              | 59              | 20              | 16              |                    | 14                 | 7                  | 3                  | 4                  |             | 135         | 71          | 22          | 42          | 845    | 419    | 188    | 238    | 49,59      |             |
| Totale carriera   | Totale carriera   | Totale carriera   | 662        | 307        | 157        | 198        |                 | 104             | 64              | 22              | 18              |                    | 14                 | 7                  | 3                  | 4                  |             | 135         | 71          | 22          | 42          | 915    | 449    | 204    | 262    | 49,07      |             |

## Palmarès

### Giocatore

#### Club

##### Competizioni nazionali
- Coppa di Scozia: 5

Celtic: 1924-1925, 1926-1927, 1930-1931, 1932-1933, 1936-1937
- Campionato scozzese: 2

Celtic: 1925-1926, 1935-1936

#### Nazionale
- Torneo Interbritannico: 1

Scozia: 1931

### Allenatore

#### Club

##### Competizioni nazionali
- Coppa di Scozia: 2

Celtic: 1950-1951, 1953-1954
- Campionato scozzese: 1

Celtic: 1953-1954
- Coppa di Lega scozzese: 2

Celtic: 1956-1957, 1957-1958

##### Competizioni internazionali
- Coronation Cup

Celtic: 1953